# بنيتوتي
بنيتوتي، (بالإنجليزية: Benetutti)‏، (سردينيا: Benetuti)، هي بلدية، في مقاطعة ساساري، في منطقة سردينيا الإيطالية، وتقع على بعد حوالي 190 كم (120 ميل) شمال كالياري، وحوالي 91 كم (57 ميل) جنوب شرق ساساري.

## السكان
في سنة 1861 بلغ عدد السكان 1٬850 نسمة، وتطور العدد ليصل في سنة 2011 لـ 1٬971 نسمة.
يظهر هذا المخطط البياني تطور النمو السكاني لـ بنيتوتي